# Sammandrabbningen i Valle Giulia
Sammandrabbningen i Valle Giulia, italienska: battaglia di Valle Giulia, var en sammandrabbning mellan militanta högerextremister, militanta vänsterextremister och italiensk polis i Valle Giulia i norra Rom den 1 mars 1968. Händelsen är en av de första våldsamma konflikterna i samband med studentoroligheterna i Italien 1968, även kallade Sessantotto.
Fredagen den 1 mars 1968 samlades omkring 4 000 personer på Piazza di Spagna för att tåga till La Sapienzas campus norr om Villa Borghese. Intentionen var att ockupera fakulteten för arkitektur; när demonstranterna kom fram till Valle Giulia möttes de dock av beväpnad polis. Tumult utbröt och tongivande i attacken mot polisen var nyfascistiska Avanguardia Nazionale med Stefano Delle Chiaie. Andra grupper som deltog var bland andra nationalistiska FUAN-Caravella och nationalbolsjevistiska Primula Goliardica.
I sammandrabbningen sårades 478 studenter och 148 poliser.